# Лопушница (приток на Росица)
Лопушница е река в Северна България, област Габрово – общини Габрово и Севлиево, десен приток на река Росица. Дължината ѝ е 22 km.
Река Лопушница извира на 423 m н.в., югозападно от кв. „Шенини" на гр. Габрово. Протича в северозападна посока в широка долина между Черновръшкия рид на югозапад и платото Стражата на североизток, като меандрира. Влива се отдясно в река Росица, на 219 m н.в., североизточно от село Горна Росица, община Севлиево.
Площта на водосборния басейн на Лопушница е 148 km2, което представлява 6,5% от водосборния басейн на Росица. Основен приток река Лъкавица (десен).
По течението на реката в Община Габрово са разположени 5 села: Поповци, Янковци, Враниловци, Драгановци, Яворец. Водите на реката се използват за напояване. По долината на реката, на протежение от 16 km, преминава част от второкласен път № 44 от Държавната пътна мрежа Севлиево – Габрово.

## Топографска карта
- Лист от карта K-35-39. Мащаб: 1 : 100 000.